# Ирина Флорин (албум)
Ирина Флорин е първият миниалбум (малка грамофонна плоча, SP) на певицата Ирина Флорин, издаден през 1988 г. от музикална компания Балкантон под каталожен номер ВТК 3934.

## Песни
1. Телевизионна неделя – 3:41 (аранжимент: Борис Чакъров, музика: Мария Ганева, текст: Димитър Керелезов)
2. Кръговрат – 3:57 (аранжимент и музика: Румен Бояджиев, текст: Даниела Кузманова)